# 被剥削劳动人民权利宣言
被剥削劳动人民权利宣言（俄语：Декларация прав трудящегося и эксплуатируемого народа）是苏维埃俄罗斯的一个宪法法案，它以立法的形式确定了十月革命的成果并声明了社会主义国家的基本原则和任务。此宣言称俄国是工兵农代表苏维埃共和国。于1918年1月16日由列宁起草，初稿由全俄罗斯中央执行委员会通过。1月18日在俄国立宪会议上，斯维尔德洛夫代表布尔什维克向大会提出该宣言，遭大会多数否决。1月25日，该宣言在第三次全俄罗斯苏维埃代表大会上通过，同年，在列宁的建议下，该宣言作为导言部分进入《1918年苏俄宪法》。